# Vuelta a Burgos 2022
Vuelta a Burgos 2022 var den 44. udgave af det spanske etapeløb Vuelta a Burgos. Cykelløbets fem etaper blev kørt omkring Burgos fra 2. til 6. august 2022. Løbet var en del af UCI ProSeries 2022.
Samlet vinder blev franske Pavel Sivakov fra Ineos Grenadiers.

## Etaperne
| Etape    | Dato    | Start – Mål                                                            | type              | Afstand (km) | Elevation (m) | Etapevinder       | Førende rytter    |
| -------- | ------- | ---------------------------------------------------------------------- | ----------------- | ------------ | ------------- | ----------------- | ----------------- |
| 1. etape | 2. aug. | Burgos – Burgos                                                        | kuperet etape     | 157          | 1.521 m       | Santiago Buitrago | Santiago Buitrago |
| 2. etape | 3. aug. | Vivar del Cid – Villadiego                                             | kuperet etape     | 158          | 1.659 m       | Timo Roosen       | Santiago Buitrago |
| 3. etape | 4. aug. | Quintana Martín Galíndez – Villarcayo de Merindad de Castilla la Vieja | bjergetape        | 156          | 2.324 m       | Bastien Tronchon  | Pavel Sivakov     |
| 4. etape | 5. aug. | Torresandino – Clunia                                                  | middel bjergetape | 169          | 1.361 m       | Matevž Govekar    | Pavel Sivakov     |
| 5. etape | 6. aug. | Lerma – Lagunas de Neila                                               | bjergetape        | 170          | 2.792 m       | João Almeida      | Pavel Sivakov     |

### 1. etape
| Burgos - Burgos | kuperet etape | (157 km) |

| \| Etaperesultat \| Etaperesultat \| Etaperesultat \| Etaperesultat \| Etaperesultat \| \| Rytter \| Rytter \| Hold \| Tid \| \| \| ------------- \| ------------------- \| ---------------------- \| ------------- \| ------------- \| \| 1. \| Santiago Buitrago \| Bahrain Victorious \| 3t 43' 31" \| \| \| 2. \| Ruben Guerreiro \| EF Education-EasyPost \| + 3" \| \| \| 3. \| Tao Geoghegan Hart \| Ineos Grenadiers \| + 3" \| \| \| 4. \| Jai Hindley \| Bora-Hansgrohe \| + 3" \| \| \| 5. \| Vincenzo Nibali \| Astana Qazaqstan Team \| + 5" \| \| \| 6. \| Wilco Kelderman \| Bora-Hansgrohe \| + 5" \| \| \| 7. \| Iván García Cortina \| Movistar Team \| + 5" \| \| \| 8. \| Ilan Van Wilder \| Quick-Step Alpha Vinyl \| + 5" \| \| \| 9. \| Pavel Sivakov \| Ineos Grenadiers \| + 5" \| \| \| 10. \| Damien Touzé \| AG2R Citroën Team \| + 5" \| \| |                     |                        |            |
| |                     |                        |            |
| Kilde: ProCyclingStats |                     |                        |            |
| Etaperesultat |                     |                        |            |
| Rytter | Rytter              | Hold                   | Tid        |
| 1. | Santiago Buitrago   | Bahrain Victorious     | 3t 43' 31" |
| 2. | Ruben Guerreiro     | EF Education-EasyPost  | + 3"       |
| 3. | Tao Geoghegan Hart  | Ineos Grenadiers       | + 3"       |
| 4. | Jai Hindley         | Bora-Hansgrohe         | + 3"       |
| 5. | Vincenzo Nibali     | Astana Qazaqstan Team  | + 5"       |
| 6. | Wilco Kelderman     | Bora-Hansgrohe         | + 5"       |
| 7. | Iván García Cortina | Movistar Team          | + 5"       |
| 8. | Ilan Van Wilder     | Quick-Step Alpha Vinyl | + 5"       |
| 9. | Pavel Sivakov       | Ineos Grenadiers       | + 5"       |
| 10. | Damien Touzé        | AG2R Citroën Team      | + 5"       |

| \| Samlede stilling \| Samlede stilling \| Samlede stilling \| Samlede stilling \| Samlede stilling \| \| Rytter \| Rytter \| Hold \| Tid \| \| \| ---------------- \| ------------------- \| ---------------------- \| ---------------- \| ---------------- \| \| 1. \| Santiago Buitrago \| Bahrain Victorious \| 3t 43' 31" \| \| \| 2. \| Ruben Guerreiro \| EF Education-EasyPost \| + 3" \| \| \| 3. \| Tao Geoghegan Hart \| Ineos Grenadiers \| + 3" \| \| \| 4. \| Jai Hindley \| Bora-Hansgrohe \| + 3" \| \| \| 5. \| Vincenzo Nibali \| Astana Qazaqstan Team \| + 5" \| \| \| 6. \| Wilco Kelderman \| Bora-Hansgrohe \| + 5" \| \| \| 7. \| Iván García Cortina \| Movistar Team \| + 5" \| \| \| 8. \| Ilan Van Wilder \| Quick-Step Alpha Vinyl \| + 5" \| \| \| 9. \| Pavel Sivakov \| Ineos Grenadiers \| + 5" \| \| \| 10. \| Damien Touzé \| AG2R Citroën Team \| + 5" \| \| |                     |                        |            |
| |                     |                        |            |
| Kilde: ProCyclingStats |                     |                        |            |
| Samlede stilling |                     |                        |            |
| Rytter | Rytter              | Hold                   | Tid        |
| 1. | Santiago Buitrago   | Bahrain Victorious     | 3t 43' 31" |
| 2. | Ruben Guerreiro     | EF Education-EasyPost  | + 3"       |
| 3. | Tao Geoghegan Hart  | Ineos Grenadiers       | + 3"       |
| 4. | Jai Hindley         | Bora-Hansgrohe         | + 3"       |
| 5. | Vincenzo Nibali     | Astana Qazaqstan Team  | + 5"       |
| 6. | Wilco Kelderman     | Bora-Hansgrohe         | + 5"       |
| 7. | Iván García Cortina | Movistar Team          | + 5"       |
| 8. | Ilan Van Wilder     | Quick-Step Alpha Vinyl | + 5"       |
| 9. | Pavel Sivakov       | Ineos Grenadiers       | + 5"       |
| 10. | Damien Touzé        | AG2R Citroën Team      | + 5"       |

### 2. etape
| Vivar del Cid - Villadiego | kuperet etape | (158 km) |

| \| Etaperesultat \| Etaperesultat \| Etaperesultat \| Etaperesultat \| Etaperesultat \| \| Rytter \| Rytter \| Hold \| Tid \| \| \| ------------- \| ---------------- \| --------------------- \| ------------- \| ------------- \| \| 1. \| Timo Roosen \| Jumbo-Visma \| 3t 48' 43" \| \| \| 2. \| Edoardo Affini \| Jumbo-Visma \| + 0" \| \| \| 3. \| Chris Harper \| Jumbo-Visma \| + 0" \| \| \| 4. \| Jon Aberasturi \| Trek-Segafredo \| + 0" \| \| \| 5. \| Carlos Rodríguez \| Ineos Grenadiers \| + 0" \| \| \| 6. \| Ruben Guerreiro \| EF Education-EasyPost \| + 0" \| \| \| 7. \| Fernando Gaviria \| UAE Team Emirates \| + 0" \| \| \| 8. \| Lilian Calmejane \| AG2R Citroën Team \| + 0" \| \| \| 9. \| Bastien Tronchon \| AG2R Citroën Team \| + 0" \| \| \| 10. \| Rudy Barbier \| Israel-Premier Tech \| + 0" \| \| |                  |                       |            |
| |                  |                       |            |
| Kilde: ProCyclingStats |                  |                       |            |
| Etaperesultat |                  |                       |            |
| Rytter | Rytter           | Hold                  | Tid        |
| 1. | Timo Roosen      | Jumbo-Visma           | 3t 48' 43" |
| 2. | Edoardo Affini   | Jumbo-Visma           | + 0"       |
| 3. | Chris Harper     | Jumbo-Visma           | + 0"       |
| 4. | Jon Aberasturi   | Trek-Segafredo        | + 0"       |
| 5. | Carlos Rodríguez | Ineos Grenadiers      | + 0"       |
| 6. | Ruben Guerreiro  | EF Education-EasyPost | + 0"       |
| 7. | Fernando Gaviria | UAE Team Emirates     | + 0"       |
| 8. | Lilian Calmejane | AG2R Citroën Team     | + 0"       |
| 9. | Bastien Tronchon | AG2R Citroën Team     | + 0"       |
| 10. | Rudy Barbier     | Israel-Premier Tech   | + 0"       |

| \| Samlede stilling \| Samlede stilling \| Samlede stilling \| Samlede stilling \| Samlede stilling \| \| Rytter \| Rytter \| Hold \| Tid \| \| \| ---------------- \| ------------------ \| --------------------- \| ---------------- \| ---------------- \| \| 1. \| Santiago Buitrago \| Bahrain Victorious \| 7t 32' 14" \| \| \| 2. \| Ruben Guerreiro \| EF Education-EasyPost \| + 3" \| \| \| 3. \| Jai Hindley \| Bora-Hansgrohe \| + 3" \| \| \| 4. \| Tao Geoghegan Hart \| Ineos Grenadiers \| + 3" \| \| \| 5. \| Rui Costa \| UAE Team Emirates \| + 5" \| \| \| 6. \| Pavel Sivakov \| Ineos Grenadiers \| + 5" \| \| \| 7. \| Jetse Bol \| Burgos-BH \| + 5" \| \| \| 8. \| Esteban Chaves \| EF Education-EasyPost \| + 5" \| \| \| 9. \| Vincenzo Nibali \| Astana Qazaqstan Team \| + 5" \| \| \| 10. \| Laurens De Plus \| Ineos Grenadiers \| + 5" \| \| |                    |                       |            |
| |                    |                       |            |
| Kilde: ProCyclingStats |                    |                       |            |
| Samlede stilling |                    |                       |            |
| Rytter | Rytter             | Hold                  | Tid        |
| 1. | Santiago Buitrago  | Bahrain Victorious    | 7t 32' 14" |
| 2. | Ruben Guerreiro    | EF Education-EasyPost | + 3"       |
| 3. | Jai Hindley        | Bora-Hansgrohe        | + 3"       |
| 4. | Tao Geoghegan Hart | Ineos Grenadiers      | + 3"       |
| 5. | Rui Costa          | UAE Team Emirates     | + 5"       |
| 6. | Pavel Sivakov      | Ineos Grenadiers      | + 5"       |
| 7. | Jetse Bol          | Burgos-BH             | + 5"       |
| 8. | Esteban Chaves     | EF Education-EasyPost | + 5"       |
| 9. | Vincenzo Nibali    | Astana Qazaqstan Team | + 5"       |
| 10. | Laurens De Plus    | Ineos Grenadiers      | + 5"       |

### 3. etape
| Quintana Martín Galíndez - Villarcayo de Merindad de Castilla la Vieja | bjergetape | (156 km) |

| \| Etaperesultat \| Etaperesultat \| Etaperesultat \| Etaperesultat \| Etaperesultat \| \| Rytter \| Rytter \| Hold \| Tid \| \| \| ------------- \| ------------------ \| ---------------------- \| ------------- \| ------------- \| \| 1. \| Bastien Tronchon \| AG2R Citroën Team \| 3t 42' 17" \| \| \| 2. \| Pavel Sivakov \| Ineos Grenadiers \| + 0" \| \| \| 3. \| Alejandro Valverde \| Movistar Team \| + 28" \| \| \| 4. \| Ruben Guerreiro \| EF Education-EasyPost \| + 28" \| \| \| 5. \| Tao Geoghegan Hart \| Ineos Grenadiers \| + 28" \| \| \| 6. \| Ilan Van Wilder \| Quick-Step Alpha Vinyl \| + 28" \| \| \| 7. \| Santiago Buitrago \| Bahrain Victorious \| + 28" \| \| \| 8. \| Vincenzo Nibali \| Astana Qazaqstan Team \| + 28" \| \| \| 9. \| Kenny Elissonde \| Trek-Segafredo \| + 28" \| \| \| 10. \| Esteban Chaves \| EF Education-EasyPost \| + 28" \| \| |                    |                        |            |
| |                    |                        |            |
| Kilde: ProCyclingStats |                    |                        |            |
| Etaperesultat |                    |                        |            |
| Rytter | Rytter             | Hold                   | Tid        |
| 1. | Bastien Tronchon   | AG2R Citroën Team      | 3t 42' 17" |
| 2. | Pavel Sivakov      | Ineos Grenadiers       | + 0"       |
| 3. | Alejandro Valverde | Movistar Team          | + 28"      |
| 4. | Ruben Guerreiro    | EF Education-EasyPost  | + 28"      |
| 5. | Tao Geoghegan Hart | Ineos Grenadiers       | + 28"      |
| 6. | Ilan Van Wilder    | Quick-Step Alpha Vinyl | + 28"      |
| 7. | Santiago Buitrago  | Bahrain Victorious     | + 28"      |
| 8. | Vincenzo Nibali    | Astana Qazaqstan Team  | + 28"      |
| 9. | Kenny Elissonde    | Trek-Segafredo         | + 28"      |
| 10. | Esteban Chaves     | EF Education-EasyPost  | + 28"      |

| \| Samlede stilling \| Samlede stilling \| Samlede stilling \| Samlede stilling \| Samlede stilling \| \| Rytter \| Rytter \| Hold \| Tid \| \| \| ---------------- \| ------------------ \| ---------------------- \| ---------------- \| ---------------- \| \| 1. \| Pavel Sivakov \| Ineos Grenadiers \| 11t 14' 36" \| \| \| 2. \| Santiago Buitrago \| Bahrain Victorious \| + 23" \| \| \| 3. \| Ruben Guerreiro \| EF Education-EasyPost \| + 26" \| \| \| 4. \| Tao Geoghegan Hart \| Ineos Grenadiers \| + 26" \| \| \| 5. \| Jai Hindley \| Bora-Hansgrohe \| + 26" \| \| \| 6. \| Esteban Chaves \| EF Education-EasyPost \| + 28" \| \| \| 7. \| Vincenzo Nibali \| Astana Qazaqstan Team \| + 28" \| \| \| 8. \| Wilco Kelderman \| Bora-Hansgrohe \| + 28" \| \| \| 9. \| Laurens De Plus \| Ineos Grenadiers \| + 28" \| \| \| 10. \| Ilan Van Wilder \| Quick-Step Alpha Vinyl \| + 28" \| \| |                    |                        |             |
| |                    |                        |             |
| Kilde: ProCyclingStats |                    |                        |             |
| Samlede stilling |                    |                        |             |
| Rytter | Rytter             | Hold                   | Tid         |
| 1. | Pavel Sivakov      | Ineos Grenadiers       | 11t 14' 36" |
| 2. | Santiago Buitrago  | Bahrain Victorious     | + 23"       |
| 3. | Ruben Guerreiro    | EF Education-EasyPost  | + 26"       |
| 4. | Tao Geoghegan Hart | Ineos Grenadiers       | + 26"       |
| 5. | Jai Hindley        | Bora-Hansgrohe         | + 26"       |
| 6. | Esteban Chaves     | EF Education-EasyPost  | + 28"       |
| 7. | Vincenzo Nibali    | Astana Qazaqstan Team  | + 28"       |
| 8. | Wilco Kelderman    | Bora-Hansgrohe         | + 28"       |
| 9. | Laurens De Plus    | Ineos Grenadiers       | + 28"       |
| 10. | Ilan Van Wilder    | Quick-Step Alpha Vinyl | + 28"       |

### 4. etape
| Torresandino - Clunia | middel bjergetape | (169 km) |

| \| Etaperesultat \| Etaperesultat \| Etaperesultat \| Etaperesultat \| Etaperesultat \| \| Rytter \| Rytter \| Hold \| Tid \| \| \| ------------- \| ------------------- \| ---------------------- \| ------------- \| ------------- \| \| 1. \| Matevž Govekar \| Bahrain Victorious \| 3t 36' 18" \| \| \| 2. \| Valentin Retailleau \| AG2R Citroën Team \| + 0" \| \| \| 3. \| Omer Goldstein \| Israel-Premier Tech \| + 0" \| \| \| 4. \| Pieter Serry \| Quick-Step Alpha Vinyl \| + 0" \| \| \| 5. \| Patrick Gamper \| Bora-Hansgrohe \| + 5" \| \| \| 6. \| Xabier Azparren \| Euskaltel-Euskadi \| + 5" \| \| \| 7. \| Lluís Mas \| Movistar Team \| + 12" \| \| \| 8. \| Fernando Barceló \| Caja Rural-Seguros RGA \| + 57" \| \| \| 9. \| Lennard Hofstede \| Jumbo-Visma \| + 1' 10" \| \| \| 10. \| David Martín \| Eolo-Kometa \| + 1' 16" \| \| |                     |                        |            |
| |                     |                        |            |
| |                     |                        |            |
| Etaperesultat |                     |                        |            |
| Rytter | Rytter              | Hold                   | Tid        |
| 1. | Matevž Govekar      | Bahrain Victorious     | 3t 36' 18" |
| 2. | Valentin Retailleau | AG2R Citroën Team      | + 0"       |
| 3. | Omer Goldstein      | Israel-Premier Tech    | + 0"       |
| 4. | Pieter Serry        | Quick-Step Alpha Vinyl | + 0"       |
| 5. | Patrick Gamper      | Bora-Hansgrohe         | + 5"       |
| 6. | Xabier Azparren     | Euskaltel-Euskadi      | + 5"       |
| 7. | Lluís Mas           | Movistar Team          | + 12"      |
| 8. | Fernando Barceló    | Caja Rural-Seguros RGA | + 57"      |
| 9. | Lennard Hofstede    | Jumbo-Visma            | + 1' 10"   |
| 10. | David Martín        | Eolo-Kometa            | + 1' 16"   |

| \| Samlede stilling \| Samlede stilling \| Samlede stilling \| Samlede stilling \| Samlede stilling \| \| Rytter \| Rytter \| Hold \| Tid \| \| \| ---------------- \| ------------------ \| ---------------------- \| ---------------- \| ---------------- \| \| 1. \| Pavel Sivakov \| Ineos Grenadiers \| 14t 53' 57" \| \| \| 2. \| Santiago Buitrago \| Bahrain Victorious \| + 23" \| \| \| 3. \| Ruben Guerreiro \| EF Education-EasyPost \| + 26" \| \| \| 4. \| Tao Geoghegan Hart \| Ineos Grenadiers \| + 26" \| \| \| 5. \| Jai Hindley \| Bora-Hansgrohe \| + 26" \| \| \| 6. \| Esteban Chaves \| EF Education-EasyPost \| + 28" \| \| \| 7. \| Vincenzo Nibali \| Astana Qazaqstan Team \| + 28" \| \| \| 8. \| Wilco Kelderman \| Bora-Hansgrohe \| + 28" \| \| \| 9. \| Ilan Van Wilder \| Quick-Step Alpha Vinyl \| + 28" \| \| \| 10. \| Laurens De Plus \| Ineos Grenadiers \| + 28" \| \| |                    |                        |             |
| |                    |                        |             |
| |                    |                        |             |
| Samlede stilling |                    |                        |             |
| Rytter | Rytter             | Hold                   | Tid         |
| 1. | Pavel Sivakov      | Ineos Grenadiers       | 14t 53' 57" |
| 2. | Santiago Buitrago  | Bahrain Victorious     | + 23"       |
| 3. | Ruben Guerreiro    | EF Education-EasyPost  | + 26"       |
| 4. | Tao Geoghegan Hart | Ineos Grenadiers       | + 26"       |
| 5. | Jai Hindley        | Bora-Hansgrohe         | + 26"       |
| 6. | Esteban Chaves     | EF Education-EasyPost  | + 28"       |
| 7. | Vincenzo Nibali    | Astana Qazaqstan Team  | + 28"       |
| 8. | Wilco Kelderman    | Bora-Hansgrohe         | + 28"       |
| 9. | Ilan Van Wilder    | Quick-Step Alpha Vinyl | + 28"       |
| 10. | Laurens De Plus    | Ineos Grenadiers       | + 28"       |

### 5. etape
| Lerma - Lagunas de Neila | bjergetape | (170 km) |

| \| Etaperesultat \| Etaperesultat \| Etaperesultat \| Etaperesultat \| Etaperesultat \| \| Rytter \| Rytter \| Hold \| Tid \| \| \| ------------- \| ------------------ \| ---------------------- \| ------------- \| ------------- \| \| 1. \| João Almeida \| UAE Team Emirates \| \| \| \| 2. \| Miguel Ángel López \| Astana Qazaqstan Team \| DQ \| \| \| 3. \| Pavel Sivakov \| Ineos Grenadiers \| + 7" \| \| \| 4. \| Carlos Rodríguez \| Ineos Grenadiers \| + 15" \| \| \| 5. \| Ilan Van Wilder \| Quick-Step Alpha Vinyl \| + 21" \| \| \| 6. \| Ruben Guerreiro \| EF Education-EasyPost \| + 28" \| \| \| 7. \| Jai Hindley \| Bora-Hansgrohe \| + 33" \| \| \| 8. \| Kenny Elissonde \| Trek-Segafredo \| + 43" \| \| |                    |                        |       |
| |                    |                        |       |
| |                    |                        |       |
| Etaperesultat |                    |                        |       |
| Rytter | Rytter             | Hold                   | Tid   |
| 1. | João Almeida       | UAE Team Emirates      |       |
| 2. | Miguel Ángel López | Astana Qazaqstan Team  | DQ    |
| 3. | Pavel Sivakov      | Ineos Grenadiers       | + 7"  |
| 4. | Carlos Rodríguez   | Ineos Grenadiers       | + 15" |
| 5. | Ilan Van Wilder    | Quick-Step Alpha Vinyl | + 21" |
| 6. | Ruben Guerreiro    | EF Education-EasyPost  | + 28" |
| 7. | Jai Hindley        | Bora-Hansgrohe         | + 33" |
| 8. | Kenny Elissonde    | Trek-Segafredo         | + 43" |

## Resultater
| \| Samlede stilling \| Samlede stilling \| Samlede stilling \| Samlede stilling \| Samlede stilling \| \| Rytter \| Rytter \| Hold \| Tid \| \| \| ---------------- \| ------------------ \| ---------------------- \| ---------------- \| ---------------- \| \| 1. \| Pavel Sivakov \| Ineos Grenadiers \| 19t 00' 23" \| \| \| 2. \| João Almeida \| UAE Team Emirates \| + 35" \| \| \| 3. \| Miguel Ángel López \| Astana Qazaqstan Team \| DQ \| \| \| 3. \| Carlos Rodríguez \| Ineos Grenadiers \| + 41" \| \| \| 4. \| Ilan Van Wilder \| Quick-Step Alpha Vinyl \| + 42" \| \| \| 5. \| Ruben Guerreiro \| EF Education-EasyPost \| + 47" \| \| \| 6. \| Jai Hindley \| Bora-Hansgrohe \| + 52" \| \| \| 7. \| Santiago Buitrago \| Bahrain Victorious \| + 1' 06" \| \| \| 8. \| Wilco Kelderman \| Bora-Hansgrohe \| + 1' 09" \| \| \| 9. \| Kenny Elissonde \| Trek-Segafredo \| + 1' 18" \| \| \| 10. \| Vincenzo Nibali \| Astana Qazaqstan Team \| + 1' 22" \| \| |                    |                        |             |
| |                    |                        |             |
| Kilder: ProCyclingStats Cycling Quotient Cycling Archives |                    |                        |             |
| Samlede stilling |                    |                        |             |
| Rytter | Rytter             | Hold                   | Tid         |
| 1. | Pavel Sivakov      | Ineos Grenadiers       | 19t 00' 23" |
| 2. | João Almeida       | UAE Team Emirates      | + 35"       |
| 3. | Miguel Ángel López | Astana Qazaqstan Team  | DQ          |
| 3. | Carlos Rodríguez   | Ineos Grenadiers       | + 41"       |
| 4. | Ilan Van Wilder    | Quick-Step Alpha Vinyl | + 42"       |
| 5. | Ruben Guerreiro    | EF Education-EasyPost  | + 47"       |
| 6. | Jai Hindley        | Bora-Hansgrohe         | + 52"       |
| 7. | Santiago Buitrago  | Bahrain Victorious     | + 1' 06"    |
| 8. | Wilco Kelderman    | Bora-Hansgrohe         | + 1' 09"    |
| 9. | Kenny Elissonde    | Trek-Segafredo         | + 1' 18"    |
| 10. | Vincenzo Nibali    | Astana Qazaqstan Team  | + 1' 22"    |

| Samlede stilling | Samlede stilling   | Samlede stilling       | Samlede stilling | Samlede stilling |
| Rytter           | Rytter             | Hold                   | Tid              |                  |
| ---------------- | ------------------ | ---------------------- | ---------------- | ---------------- |
| 1.               | Pavel Sivakov      | Ineos Grenadiers       | 19t 00' 23"      |                  |
| 2.               | João Almeida       | UAE Team Emirates      | + 35"            |                  |
| 3.               | Miguel Ángel López | Astana Qazaqstan Team  | DQ               |                  |
| 3.               | Carlos Rodríguez   | Ineos Grenadiers       | + 41"            |                  |
| 4.               | Ilan Van Wilder    | Quick-Step Alpha Vinyl | + 42"            |                  |
| 5.               | Ruben Guerreiro    | EF Education-EasyPost  | + 47"            |                  |
| 6.               | Jai Hindley        | Bora-Hansgrohe         | + 52"            |                  |
| 7.               | Santiago Buitrago  | Bahrain Victorious     | + 1' 06"         |                  |
| 8.               | Wilco Kelderman    | Bora-Hansgrohe         | + 1' 09"         |                  |
| 9.               | Kenny Elissonde    | Trek-Segafredo         | + 1' 18"         |                  |
| 10.              | Vincenzo Nibali    | Astana Qazaqstan Team  | + 1' 22"         |                  |

| Pointkonkurrence | Pointkonkurrence   | Pointkonkurrence       | Pointkonkurrence | Pointkonkurrence |
| Rytter           | Rytter             | Hold                   | Point            |                  |
| ---------------- | ------------------ | ---------------------- | ---------------- | ---------------- |
| 1.               | Ruben Guerreiro    | EF Education-EasyPost  | 54 point         |                  |
| 2.               | Pavel Sivakov      | Ineos Grenadiers       | 43 point         |                  |
| 3.               | Santiago Buitrago  | Bahrain Victorious     | 38 point         |                  |
| 4.               | Bastien Tronchon   | AG2R Citroën Team      | 32 point         |                  |
| 5.               | Carlos Rodríguez   | Ineos Grenadiers       | 31 point         |                  |
| 6.               | Ilan Van Wilder    | Quick-Step Alpha Vinyl | 30 point         |                  |
| 7.               | Tao Geoghegan Hart | Ineos Grenadiers       | 30 point         |                  |
| 8.               | João Almeida       | UAE Team Emirates      | 25 point         |                  |
| 9.               | Matevž Govekar     | Bahrain Victorious     | 25 point         |                  |
| 10.              | Jai Hindley        | Bora-Hansgrohe         | 24 point         |                  |

| Pointkonkurrence | Pointkonkurrence   | Pointkonkurrence       | Pointkonkurrence | Pointkonkurrence |
| Rytter           | Rytter             | Hold                   | Point            |                  |
| ---------------- | ------------------ | ---------------------- | ---------------- | ---------------- |
| 1.               | Ruben Guerreiro    | EF Education-EasyPost  | 54 point         |                  |
| 2.               | Pavel Sivakov      | Ineos Grenadiers       | 43 point         |                  |
| 3.               | Santiago Buitrago  | Bahrain Victorious     | 38 point         |                  |
| 4.               | Bastien Tronchon   | AG2R Citroën Team      | 32 point         |                  |
| 5.               | Carlos Rodríguez   | Ineos Grenadiers       | 31 point         |                  |
| 6.               | Ilan Van Wilder    | Quick-Step Alpha Vinyl | 30 point         |                  |
| 7.               | Tao Geoghegan Hart | Ineos Grenadiers       | 30 point         |                  |
| 8.               | João Almeida       | UAE Team Emirates      | 25 point         |                  |
| 9.               | Matevž Govekar     | Bahrain Victorious     | 25 point         |                  |
| 10.              | Jai Hindley        | Bora-Hansgrohe         | 24 point         |                  |

| Bjergkonkurrence | Bjergkonkurrence   | Bjergkonkurrence       | Bjergkonkurrence | Bjergkonkurrence |
| Rytter           | Rytter             | Hold                   | Point            |                  |
| ---------------- | ------------------ | ---------------------- | ---------------- | ---------------- |
| 1.               | Miguel Ángel López | Astana Qazaqstan Team  | DQ               |                  |
| 1.               | Pavel Sivakov      | Ineos Grenadiers       | 42 point         |                  |
| 2.               | Vojtěch Řepa       | Equipo Kern Pharma     | 35 point         |                  |
| 3.               | João Almeida       | UAE Team Emirates      | 30 point         |                  |
| 4.               | Xabier Azparren    | Euskaltel-Euskadi      | 28 point         |                  |
| 5.               | Joel Nicolau       | Caja Rural-Seguros RGA | 26 point         |                  |
| 6.               | Bastien Tronchon   | AG2R Citroën Team      | 26 point         |                  |
| 7.               | Diego Sevilla      | Eolo-Kometa            | 23 point         |                  |
| 8.               | Jesús Ezquerra     | Burgos-BH              | 22 point         |                  |
| 9.               | Carlos Rodríguez   | Ineos Grenadiers       | 20 point         |                  |

| Bjergkonkurrence | Bjergkonkurrence   | Bjergkonkurrence       | Bjergkonkurrence | Bjergkonkurrence |
| Rytter           | Rytter             | Hold                   | Point            |                  |
| ---------------- | ------------------ | ---------------------- | ---------------- | ---------------- |
| 1.               | Miguel Ángel López | Astana Qazaqstan Team  | DQ               |                  |
| 1.               | Pavel Sivakov      | Ineos Grenadiers       | 42 point         |                  |
| 2.               | Vojtěch Řepa       | Equipo Kern Pharma     | 35 point         |                  |
| 3.               | João Almeida       | UAE Team Emirates      | 30 point         |                  |
| 4.               | Xabier Azparren    | Euskaltel-Euskadi      | 28 point         |                  |
| 5.               | Joel Nicolau       | Caja Rural-Seguros RGA | 26 point         |                  |
| 6.               | Bastien Tronchon   | AG2R Citroën Team      | 26 point         |                  |
| 7.               | Diego Sevilla      | Eolo-Kometa            | 23 point         |                  |
| 8.               | Jesús Ezquerra     | Burgos-BH              | 22 point         |                  |
| 9.               | Carlos Rodríguez   | Ineos Grenadiers       | 20 point         |                  |

| Ungdomskonkurrence | Ungdomskonkurrence | Ungdomskonkurrence     | Ungdomskonkurrence | Ungdomskonkurrence |
| Rytter             | Rytter             | Hold                   | Tid                |                    |
| ------------------ | ------------------ | ---------------------- | ------------------ | ------------------ |
| 1.                 | Carlos Rodríguez   | Ineos Grenadiers       | 19t 01' 04"        |                    |
| 2.                 | Ilan Van Wilder    | Quick-Step Alpha Vinyl | + 1"               |                    |
| 3.                 | Santiago Buitrago  | Bahrain Victorious     | + 25"              |                    |
| 4.                 | Matthew Riccitello | Israel-Premier Tech    | + 4' 52"           |                    |
| 5.                 | Álex Martín        | Eolo-Kometa            | + 9' 51"           |                    |
| 6.                 | Bastien Tronchon   | AG2R Citroën Team      | + 12' 47"          |                    |
| 7.                 | Marco Frigo        | Israel-Premier Tech    | + 13' 20"          |                    |
| 8.                 | Vojtěch Řepa       | Equipo Kern Pharma     | + 13' 40"          |                    |
| 9.                 | Raúl García Pierna | Equipo Kern Pharma     | + 13' 45"          |                    |
| 10.                | Mason Hollyman     | Israel-Premier Tech    | + 14' 18"          |                    |

| Ungdomskonkurrence | Ungdomskonkurrence | Ungdomskonkurrence     | Ungdomskonkurrence | Ungdomskonkurrence |
| Rytter             | Rytter             | Hold                   | Tid                |                    |
| ------------------ | ------------------ | ---------------------- | ------------------ | ------------------ |
| 1.                 | Carlos Rodríguez   | Ineos Grenadiers       | 19t 01' 04"        |                    |
| 2.                 | Ilan Van Wilder    | Quick-Step Alpha Vinyl | + 1"               |                    |
| 3.                 | Santiago Buitrago  | Bahrain Victorious     | + 25"              |                    |
| 4.                 | Matthew Riccitello | Israel-Premier Tech    | + 4' 52"           |                    |
| 5.                 | Álex Martín        | Eolo-Kometa            | + 9' 51"           |                    |
| 6.                 | Bastien Tronchon   | AG2R Citroën Team      | + 12' 47"          |                    |
| 7.                 | Marco Frigo        | Israel-Premier Tech    | + 13' 20"          |                    |
| 8.                 | Vojtěch Řepa       | Equipo Kern Pharma     | + 13' 40"          |                    |
| 9.                 | Raúl García Pierna | Equipo Kern Pharma     | + 13' 45"          |                    |
| 10.                | Mason Hollyman     | Israel-Premier Tech    | + 14' 18"          |                    |

### Holdkonkurrencen
| Holdkonkurrence | Holdkonkurrence       | Holdkonkurrence | Holdkonkurrence |
| Hold            | Hold                  | Tid             |                 |
| --------------- | --------------------- | --------------- | --------------- |
| 1.              | Bora-Hansgrohe        | 57t 02' 04"     |                 |
| 2.              | Ineos Grenadiers      | + 1' 17"        |                 |
| 3.              | Bahrain Victorious    | + 3' 15"        |                 |
| 4.              | Movistar Team         | + 3' 38"        |                 |
| 5.              | EF Education-EasyPost | + 3' 58"        |                 |

## Hold og ryttere
| UCI WorldTeams (12)- AG2R Citroën Team - Astana Qazaqstan Team - Bahrain Victorious - Bora-Hansgrohe - EF Education-EasyPost - Ineos Grenadiers - Israel-Premier Tech - Jumbo-Visma - Movistar Team - Quick-Step Alpha Vinyl - Trek-Segafredo - UAE Team Emirates UCI ProTeams (5)- Burgos-BH - Caja Rural-Seguros RGA - Euskaltel-Euskadi - Eolo-Kometa - Equipo Kern Pharma |
| |

### Startliste
| Bahrain Victorious TBV | Bahrain Victorious TBV           | Bahrain Victorious TBV |
| ---------------------- | -------------------------------- | ---------------------- |
| Nr.                    | Rytter                           | Placering              |
| 1                      | Mikel Landa (ESP)                | 44.                    |
| 2                      | Santiago Buitrago (COL)          | 8.                     |
| 3                      | Gino Mäder (SUI)                 | 27.                    |
| 4                      | Matevž Govekar (SLO)             | 89.                    |
| 5                      | Wout Poels (NED)                 | 51.                    |
| 6                      | Yukiya Arashiro (JPN) (landevej) | 88.                    |
| 7                      | Hermann Pernsteiner (AUT)        | 20.                    |

| Bora-Hansgrohe BOH | Bora-Hansgrohe BOH     | Bora-Hansgrohe BOH |
| ------------------ | ---------------------- | ------------------ |
| Nr.                | Rytter                 | Placering          |
| 11                 | Jai Hindley (AUS)      | 7.                 |
| 12                 | Matteo Fabbro (ITA)    | 38.                |
| 13                 | Patrick Gamper (AUT)   | 74.                |
| 14                 | Emanuel Buchmann (GER) | 19.                |
| 15                 | Wilco Kelderman (NED)  | 8.                 |
| 16                 | Martin Laas (EST)      | DNF-5              |

| Movistar Team MOV | Movistar Team MOV         | Movistar Team MOV |
| ----------------- | ------------------------- | ----------------- |
| Nr.               | Rytter                    | Placering         |
| 21                | Alejandro Valverde (ESP)  | 17.               |
| 22                | Iván Sosa (COL)           | 14.               |
| 23                | Iván García Cortina (ESP) | 78.               |
| 24                | Iñigo Elosegui (ESP)      | 76.               |
| 25                | Lluís Mas (ESP)           | 73.               |
| 26                | Antonio Pedrero (ESP)     | 25.               |
| 27                | Mathias Norsgaard (DEN)   | 87.               |

| Jumbo-Visma TJV | Jumbo-Visma TJV        | Jumbo-Visma TJV |
| --------------- | ---------------------- | --------------- |
| Nr.             | Rytter                 | Placering       |
| 31              | Edoardo Affini (ITA)   | 75.             |
| 32              | Timo Roosen (NED)      | DNS-5           |
| 34              | Chris Harper (AUS)     | 39.             |
| 35              | Robert Gesink (NED)    | 42.             |
| 36              | Lennard Hofstede (NED) | 93.             |
| 37              | David Dekker (NED)     | DNS-3           |

| Quick-Step Alpha Vinyl QST | Quick-Step Alpha Vinyl QST | Quick-Step Alpha Vinyl QST |
| -------------------------- | -------------------------- | -------------------------- |
| Nr.                        | Rytter                     | Placering                  |
| 41                         | Davide Ballerini (ITA)     | DNS-3                      |
| 42                         | Fausto Masnada (ITA)       | 32.                        |
| 43                         | James Knox (GBR)           | 82.                        |
| 44                         | Pieter Serry (BEL)         | 33.                        |
| 45                         | Jannik Steimle (GER)       | DNS-3                      |
| 46                         | Ilan Van Wilder (BEL)      | 5.                         |
| 47                         | Simone Raccani (ITA)       | DNF-3                      |

| Ineos Grenadiers IGD | Ineos Grenadiers IGD              | Ineos Grenadiers IGD |
| -------------------- | --------------------------------- | -------------------- |
| Nr.                  | Rytter                            | Placering            |
| 51                   | Pavel Sivakov (FRA)               | 1.                   |
| 52                   | Tao Geoghegan Hart (GBR)          | 13.                  |
| 53                   | Andrey Amador (CRC)               | 83.                  |
| 54                   | Laurens De Plus (BEL)             | 22.                  |
| 55                   | Omar Fraile (ESP)                 | 80.                  |
| 56                   | Carlos Rodríguez (ESP) (landevej) | 4.                   |
| 57                   | Brandon Rivera (COL)              | 50.                  |

| UAE Team Emirates UAD | UAE Team Emirates UAD         | UAE Team Emirates UAD |
| --------------------- | ----------------------------- | --------------------- |
| Nr.                   | Rytter                        | Placering             |
| 61                    | João Almeida (POR) (landevej) | 2.                    |
| 62                    | Rui Costa (POR)               | 43.                   |
| 63                    | Fernando Gaviria (COL)        | DNF-5                 |
| 64                    | Andrés Camilo Ardila (COL)    | DNF-1                 |
| 65                    | Joel Suter (SUI)              | DNF-5                 |
| 66                    | Matteo Trentin (ITA)          | 61.                   |
| 67                    | Oliver Knight (GBR)           | DNF-5                 |

| Trek-Segafredo TFS | Trek-Segafredo TFS            | Trek-Segafredo TFS |
| ------------------ | ----------------------------- | ------------------ |
| Nr.                | Rytter                        | Placering          |
| 71                 | Juan Pedro López (ESP)        | 35.                |
| 72                 | Alex Kirsch (LUX)             | 81.                |
| 73                 | Kenny Elissonde (FRA)         | 10.                |
| 74                 | Amanuel Ghebreigzabhier (ERI) | 92.                |
| 75                 | Dario Cataldo (ITA)           | 77.                |
| 76                 | Jon Aberasturi (ESP)          | 85.                |
| 77                 | Simon Pellaud (SUI)           | 63.                |

| EF Education-EasyPost EFE | EF Education-EasyPost EFE | EF Education-EasyPost EFE |
| ------------------------- | ------------------------- | ------------------------- |
| Nr.                       | Rytter                    | Placering                 |
| 81                        | Hugh Carthy (GBR)         | 23.                       |
| 82                        | Esteban Chaves (COL)      | 12.                       |
| 83                        | Jonathan Caicedo (ECU)    | 46.                       |
| 84                        | Ruben Guerreiro (POR)     | 6.                        |
| 85                        | James Shaw (GBR)          | 71.                       |
| 86                        | Merhawi Kudus (ERI)       | 62.                       |
| 87                        | Thomas Scully (NZL)       | DNF-5                     |

| Astana Qazaqstan Team AST | Astana Qazaqstan Team AST | Astana Qazaqstan Team AST |
| ------------------------- | ------------------------- | ------------------------- |
| Nr.                       | Rytter                    | Placering                 |
| 91                        | Vincenzo Nibali (ITA)     | 11.                       |
| 92                        | Miguel Ángel López (COL)  | 3.                        |
| 93                        | Jurij Natarov (KAZ)       | 68.                       |
| 94                        | Stefan de Bod (RSA)       | DNS-5                     |
| 95                        | David de la Cruz (ESP)    | 45.                       |
| 96                        | Manuele Boaro (ITA)       | DNF-5                     |
| 97                        | Vadim Pronskij (KAZ)      | 60.                       |

| Israel-Premier Tech IPT | Israel-Premier Tech IPT  | Israel-Premier Tech IPT |
| ----------------------- | ------------------------ | ----------------------- |
| Nr.                     | Rytter                   | Placering               |
| 101                     | Omer Goldstein (ISR)     | 57.                     |
| 102                     | Ben Hermans (BEL)        | DNS-5                   |
| 103                     | Marco Frigo (ITA)        | 52.                     |
| 104                     | Mason Hollyman (GBR)     | 56.                     |
| 105                     | Rudy Barbier (FRA)       | DNF-5                   |
| 106                     | James Piccoli (CAN)      | 29.                     |
| 107                     | Matthew Riccitello (USA) | 28.                     |

| AG2R Citroën Team ACT | AG2R Citroën Team ACT     | AG2R Citroën Team ACT |
| --------------------- | ------------------------- | --------------------- |
| Nr.                   | Rytter                    | Placering             |
| 111                   | Clément Berthet (FRA)     | DNS-3                 |
| 112                   | Clément Champoussin (FRA) | 16.                   |
| 113                   | Jaakko Hänninen (FIN)     | 30.                   |
| 114                   | Valentin Retailleau (FRA) | 79.                   |
| 115                   | Lilian Calmejane (FRA)    | 64.                   |
| 116                   | Damien Touzé (FRA)        | DNS-3                 |
| 117                   | Bastien Tronchon (FRA)    | 48.                   |

| Burgos-BH BBH | Burgos-BH BBH          | Burgos-BH BBH |
| ------------- | ---------------------- | ------------- |
| Nr.           | Rytter                 | Placering     |
| 121           | Ángel Fuentes (ESP)    | 97.           |
| 122           | Jesús Ezquerra (ESP)   | 37.           |
| 123           | Ander Okamika (ESP)    | 59.           |
| 124           | José Manuel Díaz (ESP) | 21.           |
| 125           | Manuel Peñalver (ESP)  | 98.           |
| 126           | Óscar Cabedo (ESP)     | 26.           |
| 127           | Jetse Bol (NED)        | 55.           |

| Caja Rural-Seguros RGA CJR | Caja Rural-Seguros RGA CJR    | Caja Rural-Seguros RGA CJR |
| -------------------------- | ----------------------------- | -------------------------- |
| Nr.                        | Rytter                        | Placering                  |
| 131                        | Orluis Aular (VEN) (landevej) | DNS-3                      |
| 132                        | Fernando Barceló (ESP)        | 49.                        |
| 133                        | Jon Barrenetxea (ESP)         | 65.                        |
| 134                        | David González López (ESP)    | DNS-3                      |
| 135                        | Jonathan Lastra (ESP)         | 31.                        |
| 136                        | Joel Nicolau (ESP)            | 15.                        |
| 137                        | Mikel Nieve (ESP)             | 34.                        |

| Equipo Kern Pharma EKP | Equipo Kern Pharma EKP   | Equipo Kern Pharma EKP |
| ---------------------- | ------------------------ | ---------------------- |
| Nr.                    | Rytter                   | Placering              |
| 141                    | Urko Berrade (ESP)       | 24.                    |
| 142                    | Raúl García Pierna (ESP) | 54.                    |
| 143                    | José Félix Parra (ESP)   | 36.                    |
| 144                    | Igor Arrieta (ESP)       | 72.                    |
| 145                    | Vojtěch Řepa (CZE)       | 53.                    |
| 146                    | Héctor Carretero (ESP)   | 47.                    |
| 147                    | Ibon Ruiz (ESP)          | 94.                    |

| Euskaltel-Euskadi EUS | Euskaltel-Euskadi EUS | Euskaltel-Euskadi EUS |
| --------------------- | --------------------- | --------------------- |
| Nr.                   | Rytter                | Placering             |
| 151                   | Xabier Azparren (ESP) | 96.                   |
| 152                   | Carlos Canal (ESP)    | 58.                   |
| 153                   | Mikel Bizkarra (ESP)  | 18.                   |
| 154                   | Mikel Iturria (ESP)   | 69.                   |
| 155                   | Joan Bou (ESP)        | 67.                   |
| 156                   | Gotzon Martín (ESP)   | 95.                   |
| 157                   | Ibai Azurmendi (ESP)  | 66.                   |

| Eolo-Kometa EOK | Eolo-Kometa EOK              | Eolo-Kometa EOK |
| --------------- | ---------------------------- | --------------- |
| Nr.             | Rytter                       | Placering       |
| 161             | Lorenzo Fortunato (ITA)      | 41.             |
| 162             | Alessandro Fedeli (ITA)      | 84.             |
| 163             | Diego Sevilla (ESP)          | 86.             |
| 164             | David Martín (ESP)           | 90.             |
| 165             | Álex Martín (ESP)            | 40.             |
| 166             | Edward Ravasi (ITA)          | 91.             |
| 167             | Sergio García González (ESP) | 70.             |

| Bahrain Victorious TBV | Bahrain Victorious TBV           | Bahrain Victorious TBV |
| ---------------------- | -------------------------------- | ---------------------- |
| Nr.                    | Rytter                           | Placering              |
| 1                      | Mikel Landa (ESP)                | 44.                    |
| 2                      | Santiago Buitrago (COL)          | 8.                     |
| 3                      | Gino Mäder (SUI)                 | 27.                    |
| 4                      | Matevž Govekar (SLO)             | 89.                    |
| 5                      | Wout Poels (NED)                 | 51.                    |
| 6                      | Yukiya Arashiro (JPN) (landevej) | 88.                    |
| 7                      | Hermann Pernsteiner (AUT)        | 20.                    |

| Bora-Hansgrohe BOH | Bora-Hansgrohe BOH     | Bora-Hansgrohe BOH |
| ------------------ | ---------------------- | ------------------ |
| Nr.                | Rytter                 | Placering          |
| 11                 | Jai Hindley (AUS)      | 7.                 |
| 12                 | Matteo Fabbro (ITA)    | 38.                |
| 13                 | Patrick Gamper (AUT)   | 74.                |
| 14                 | Emanuel Buchmann (GER) | 19.                |
| 15                 | Wilco Kelderman (NED)  | 8.                 |
| 16                 | Martin Laas (EST)      | DNF-5              |

| Movistar Team MOV | Movistar Team MOV         | Movistar Team MOV |
| ----------------- | ------------------------- | ----------------- |
| Nr.               | Rytter                    | Placering         |
| 21                | Alejandro Valverde (ESP)  | 17.               |
| 22                | Iván Sosa (COL)           | 14.               |
| 23                | Iván García Cortina (ESP) | 78.               |
| 24                | Iñigo Elosegui (ESP)      | 76.               |
| 25                | Lluís Mas (ESP)           | 73.               |
| 26                | Antonio Pedrero (ESP)     | 25.               |
| 27                | Mathias Norsgaard (DEN)   | 87.               |

| Jumbo-Visma TJV | Jumbo-Visma TJV        | Jumbo-Visma TJV |
| --------------- | ---------------------- | --------------- |
| Nr.             | Rytter                 | Placering       |
| 31              | Edoardo Affini (ITA)   | 75.             |
| 32              | Timo Roosen (NED)      | DNS-5           |
| 34              | Chris Harper (AUS)     | 39.             |
| 35              | Robert Gesink (NED)    | 42.             |
| 36              | Lennard Hofstede (NED) | 93.             |
| 37              | David Dekker (NED)     | DNS-3           |

| Quick-Step Alpha Vinyl QST | Quick-Step Alpha Vinyl QST | Quick-Step Alpha Vinyl QST |
| -------------------------- | -------------------------- | -------------------------- |
| Nr.                        | Rytter                     | Placering                  |
| 41                         | Davide Ballerini (ITA)     | DNS-3                      |
| 42                         | Fausto Masnada (ITA)       | 32.                        |
| 43                         | James Knox (GBR)           | 82.                        |
| 44                         | Pieter Serry (BEL)         | 33.                        |
| 45                         | Jannik Steimle (GER)       | DNS-3                      |
| 46                         | Ilan Van Wilder (BEL)      | 5.                         |
| 47                         | Simone Raccani (ITA)       | DNF-3                      |

| Ineos Grenadiers IGD | Ineos Grenadiers IGD              | Ineos Grenadiers IGD |
| -------------------- | --------------------------------- | -------------------- |
| Nr.                  | Rytter                            | Placering            |
| 51                   | Pavel Sivakov (FRA)               | 1.                   |
| 52                   | Tao Geoghegan Hart (GBR)          | 13.                  |
| 53                   | Andrey Amador (CRC)               | 83.                  |
| 54                   | Laurens De Plus (BEL)             | 22.                  |
| 55                   | Omar Fraile (ESP)                 | 80.                  |
| 56                   | Carlos Rodríguez (ESP) (landevej) | 4.                   |
| 57                   | Brandon Rivera (COL)              | 50.                  |

| UAE Team Emirates UAD | UAE Team Emirates UAD         | UAE Team Emirates UAD |
| --------------------- | ----------------------------- | --------------------- |
| Nr.                   | Rytter                        | Placering             |
| 61                    | João Almeida (POR) (landevej) | 2.                    |
| 62                    | Rui Costa (POR)               | 43.                   |
| 63                    | Fernando Gaviria (COL)        | DNF-5                 |
| 64                    | Andrés Camilo Ardila (COL)    | DNF-1                 |
| 65                    | Joel Suter (SUI)              | DNF-5                 |
| 66                    | Matteo Trentin (ITA)          | 61.                   |
| 67                    | Oliver Knight (GBR)           | DNF-5                 |

| Trek-Segafredo TFS | Trek-Segafredo TFS            | Trek-Segafredo TFS |
| ------------------ | ----------------------------- | ------------------ |
| Nr.                | Rytter                        | Placering          |
| 71                 | Juan Pedro López (ESP)        | 35.                |
| 72                 | Alex Kirsch (LUX)             | 81.                |
| 73                 | Kenny Elissonde (FRA)         | 10.                |
| 74                 | Amanuel Ghebreigzabhier (ERI) | 92.                |
| 75                 | Dario Cataldo (ITA)           | 77.                |
| 76                 | Jon Aberasturi (ESP)          | 85.                |
| 77                 | Simon Pellaud (SUI)           | 63.                |

| EF Education-EasyPost EFE | EF Education-EasyPost EFE | EF Education-EasyPost EFE |
| ------------------------- | ------------------------- | ------------------------- |
| Nr.                       | Rytter                    | Placering                 |
| 81                        | Hugh Carthy (GBR)         | 23.                       |
| 82                        | Esteban Chaves (COL)      | 12.                       |
| 83                        | Jonathan Caicedo (ECU)    | 46.                       |
| 84                        | Ruben Guerreiro (POR)     | 6.                        |
| 85                        | James Shaw (GBR)          | 71.                       |
| 86                        | Merhawi Kudus (ERI)       | 62.                       |
| 87                        | Thomas Scully (NZL)       | DNF-5                     |

| Astana Qazaqstan Team AST | Astana Qazaqstan Team AST | Astana Qazaqstan Team AST |
| ------------------------- | ------------------------- | ------------------------- |
| Nr.                       | Rytter                    | Placering                 |
| 91                        | Vincenzo Nibali (ITA)     | 11.                       |
| 92                        | Miguel Ángel López (COL)  | 3.                        |
| 93                        | Jurij Natarov (KAZ)       | 68.                       |
| 94                        | Stefan de Bod (RSA)       | DNS-5                     |
| 95                        | David de la Cruz (ESP)    | 45.                       |
| 96                        | Manuele Boaro (ITA)       | DNF-5                     |
| 97                        | Vadim Pronskij (KAZ)      | 60.                       |

| Israel-Premier Tech IPT | Israel-Premier Tech IPT  | Israel-Premier Tech IPT |
| ----------------------- | ------------------------ | ----------------------- |
| Nr.                     | Rytter                   | Placering               |
| 101                     | Omer Goldstein (ISR)     | 57.                     |
| 102                     | Ben Hermans (BEL)        | DNS-5                   |
| 103                     | Marco Frigo (ITA)        | 52.                     |
| 104                     | Mason Hollyman (GBR)     | 56.                     |
| 105                     | Rudy Barbier (FRA)       | DNF-5                   |
| 106                     | James Piccoli (CAN)      | 29.                     |
| 107                     | Matthew Riccitello (USA) | 28.                     |

| AG2R Citroën Team ACT | AG2R Citroën Team ACT     | AG2R Citroën Team ACT |
| --------------------- | ------------------------- | --------------------- |
| Nr.                   | Rytter                    | Placering             |
| 111                   | Clément Berthet (FRA)     | DNS-3                 |
| 112                   | Clément Champoussin (FRA) | 16.                   |
| 113                   | Jaakko Hänninen (FIN)     | 30.                   |
| 114                   | Valentin Retailleau (FRA) | 79.                   |
| 115                   | Lilian Calmejane (FRA)    | 64.                   |
| 116                   | Damien Touzé (FRA)        | DNS-3                 |
| 117                   | Bastien Tronchon (FRA)    | 48.                   |

| Burgos-BH BBH | Burgos-BH BBH          | Burgos-BH BBH |
| ------------- | ---------------------- | ------------- |
| Nr.           | Rytter                 | Placering     |
| 121           | Ángel Fuentes (ESP)    | 97.           |
| 122           | Jesús Ezquerra (ESP)   | 37.           |
| 123           | Ander Okamika (ESP)    | 59.           |
| 124           | José Manuel Díaz (ESP) | 21.           |
| 125           | Manuel Peñalver (ESP)  | 98.           |
| 126           | Óscar Cabedo (ESP)     | 26.           |
| 127           | Jetse Bol (NED)        | 55.           |

| Caja Rural-Seguros RGA CJR | Caja Rural-Seguros RGA CJR    | Caja Rural-Seguros RGA CJR |
| -------------------------- | ----------------------------- | -------------------------- |
| Nr.                        | Rytter                        | Placering                  |
| 131                        | Orluis Aular (VEN) (landevej) | DNS-3                      |
| 132                        | Fernando Barceló (ESP)        | 49.                        |
| 133                        | Jon Barrenetxea (ESP)         | 65.                        |
| 134                        | David González López (ESP)    | DNS-3                      |
| 135                        | Jonathan Lastra (ESP)         | 31.                        |
| 136                        | Joel Nicolau (ESP)            | 15.                        |
| 137                        | Mikel Nieve (ESP)             | 34.                        |

| Equipo Kern Pharma EKP | Equipo Kern Pharma EKP   | Equipo Kern Pharma EKP |
| ---------------------- | ------------------------ | ---------------------- |
| Nr.                    | Rytter                   | Placering              |
| 141                    | Urko Berrade (ESP)       | 24.                    |
| 142                    | Raúl García Pierna (ESP) | 54.                    |
| 143                    | José Félix Parra (ESP)   | 36.                    |
| 144                    | Igor Arrieta (ESP)       | 72.                    |
| 145                    | Vojtěch Řepa (CZE)       | 53.                    |
| 146                    | Héctor Carretero (ESP)   | 47.                    |
| 147                    | Ibon Ruiz (ESP)          | 94.                    |

| Euskaltel-Euskadi EUS | Euskaltel-Euskadi EUS | Euskaltel-Euskadi EUS |
| --------------------- | --------------------- | --------------------- |
| Nr.                   | Rytter                | Placering             |
| 151                   | Xabier Azparren (ESP) | 96.                   |
| 152                   | Carlos Canal (ESP)    | 58.                   |
| 153                   | Mikel Bizkarra (ESP)  | 18.                   |
| 154                   | Mikel Iturria (ESP)   | 69.                   |
| 155                   | Joan Bou (ESP)        | 67.                   |
| 156                   | Gotzon Martín (ESP)   | 95.                   |
| 157                   | Ibai Azurmendi (ESP)  | 66.                   |

| Eolo-Kometa EOK | Eolo-Kometa EOK              | Eolo-Kometa EOK |
| --------------- | ---------------------------- | --------------- |
| Nr.             | Rytter                       | Placering       |
| 161             | Lorenzo Fortunato (ITA)      | 41.             |
| 162             | Alessandro Fedeli (ITA)      | 84.             |
| 163             | Diego Sevilla (ESP)          | 86.             |
| 164             | David Martín (ESP)           | 90.             |
| 165             | Álex Martín (ESP)            | 40.             |
| 166             | Edward Ravasi (ITA)          | 91.             |
| 167             | Sergio García González (ESP) | 70.             |